# Thérèse Sanlaville
Thérèse Sanlaville-Heiligenstein (ur. w XX wieku, zm. ?) – francuska florecistka, złota medalistka mistrzostw świata.
Podczas mistrzostw świata w Sztokholmie w 1951 roku Francuzki w składzie: Jacqueline Baudot, Odette Drand, Renée Garilhe, Françoise Gouny, Lylian Guyonneau i Thérèse Sanlaville zdobyły złoty medal w zawodach drużynowych. Był to jej jedyny medal wywalczony w zawodach tego cyklu.
Nigdy nie wzięła udziału w igrzyskach olimpijskich.